# Picot negre robust
El picot negre robust  (Campephilus robustus) és una espècie d'ocell de la família dels pícids. Habita al Brasil, el Paraguai i Argentina, en zones de boscos.
Aquesta espècie mesura al voltant de 31 cm de longitud. Recorda en aspecte a la propera espècie Campephilus melanoleucos i a Campephilus leucopogon. Comparteix amb aquestes dues espècies l'iris groc i el bec fort, recte i agut, de color ivori.